# Oromeryx plicatus
L'oromerice (Oromeryx plicatus) è un mammifero artiodattilo estinto, appartenente agli oromericidi. Visse nell'Eocene medio (circa 40 - 37 milioni di anni fa) e i suoi resti fossili sono stati ritrovati in Nordamerica.

## Descrizione
Questo animale non doveva superare gli 80 centimetri di lunghezza e, in generale, forse assomigliava vagamente a un tragulo attuale. Oromeryx era quasi identico al più famoso Protylopus, con il quale è stato a volte confuso ma dal quale si differenziava per alcune caratteristiche. I molari superiori di Oromeryx, ad esempio, erano decisamente più lunghi sul loro lato labiale, e il loro lobo posteriore era meno sviluppato trasversalmente rispetto a quello anteriore. Il quarto premolare superiore era dotato di un bordo linguale dritto nel senso della lunghezza, e il suo denticolo interno stretto e a tre creste aveva un contorno simile a quello di un triangolo equilatero. Lo smalto dentario era fortemente rugoso.

## Classificazione
Oromeryx plicatus è stato descritto per la prima volta nel 1894 da Othniel Charles Marsh, sulla base di resti fossili ritrovati in terreni dell'Eocene medio in Utah, nella zona nota come Mouth of White River. Altri fossili attribuiti a Oromeryx vennero poi ritrovati anche in Colorado e in Texas. Oromeryx è il genere eponimo degli oromericidi, un gruppo di artiodattili tilopodi di piccole dimensioni, molto vicini all'origine dei camelidi, dai quali però differivano in alcune specializzazioni dentarie. Oromeryx sembrerebbe essere stato un rappresentante relativamente specializzato del gruppo.